# Juan Viyuela
Juan Ubaldo Viyuela Callejo (Aranda de Duero, Burgos, 17 de enero de 1981), más conocido como Viyuela, es un exfutbolista español y entrenador personal.

## Trayectoria
Ha llegado a jugar en Segunda División con la U. D. Las Palmas. En la temporada 2008/09 asciende a la Segunda División con el F. C. Cartagena en la eliminatoria frente al C. D. Alcoyano.
En la temporada 2012/13, juega como centrocampista en el Cádiz C. F., en Segunda División B. Al término de la temporada, el club no lo renueva y se queda sin equipo.
El 1 de julio de 2014 decide retirarse del fútbol profesional y volverse entrenador personal.

## Clubes
| Club                          | País   | Año       |
| ----------------------------- | ------ | --------- |
| Real Valladolid C. F. "B"     | España | 2000-2001 |
| Real Ávila C. F.              | España | 2001-2002 |
| C. D. Lugo                    | España | 2002-2003 |
| U. D. Pájara-Playas de Jandía | España | 2003-2004 |
| U. D. Vecindario              | España | 2004-2006 |
| U. D. Las Palmas              | España | 2006-2007 |
| Racing Club Portuense         | España | 2007-2008 |
| F. C. Cartagena               | España | 2008-2009 |
| Alicante C. F.                | España | 2009      |
| Lucena C. F.                  | España | 2010      |
| C. D. Badajoz                 | España | 2010-2012 |
| Cádiz C. F.                   | España | 2012-2013 |
| La Roda C. F.                 | España | 2013-2014 |